# مناخ تشيلي

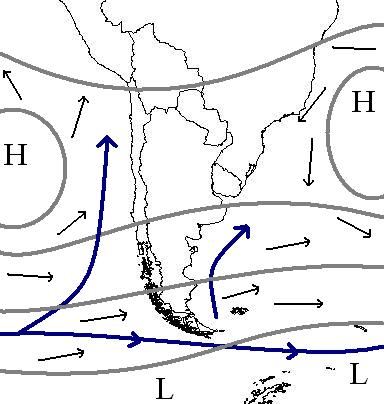
الرياح والتيارات والأعاصير السائدة بالقرب من تشيلي

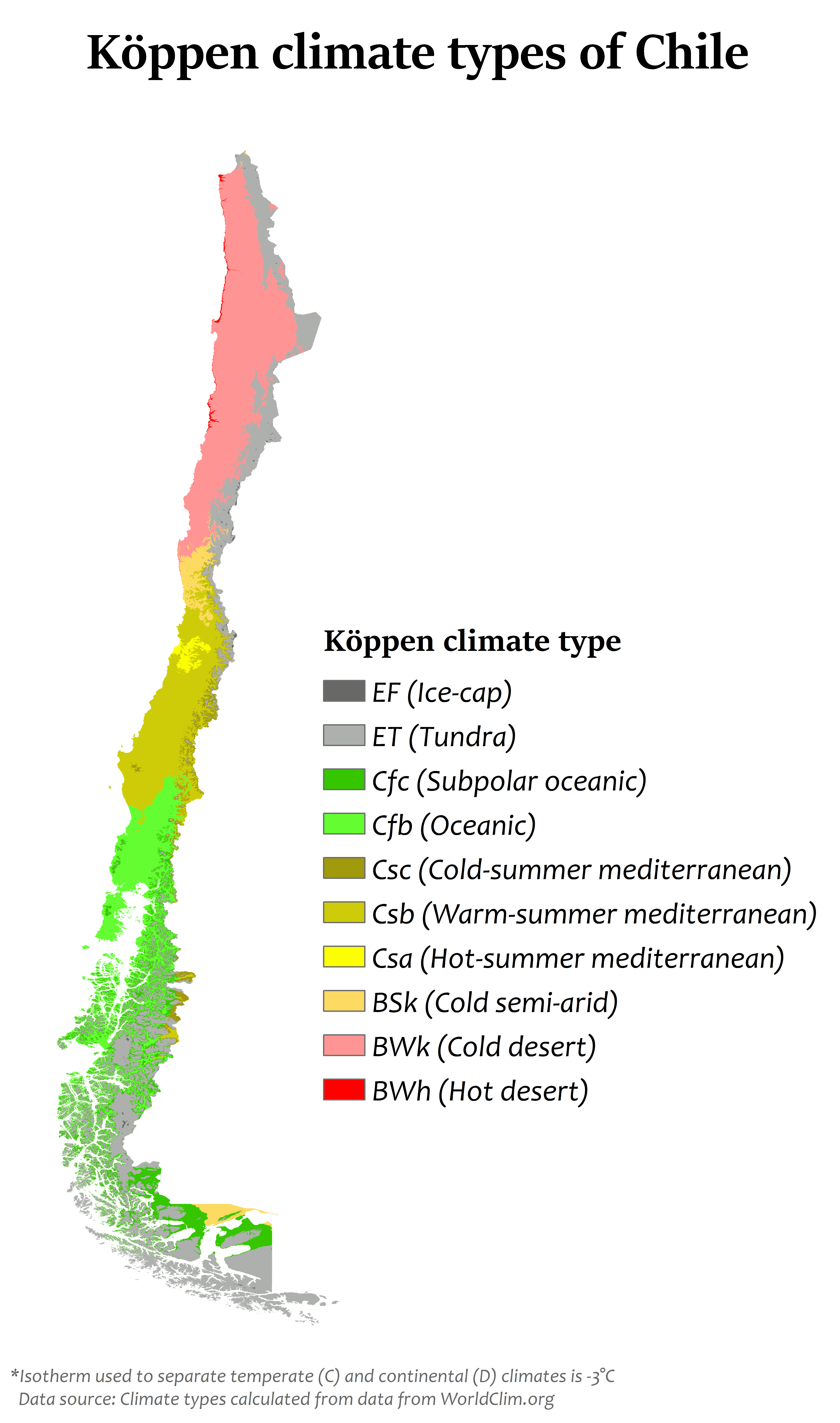
خريطة تشيلي تبعًل لتصنيف كوبن للمناخ.

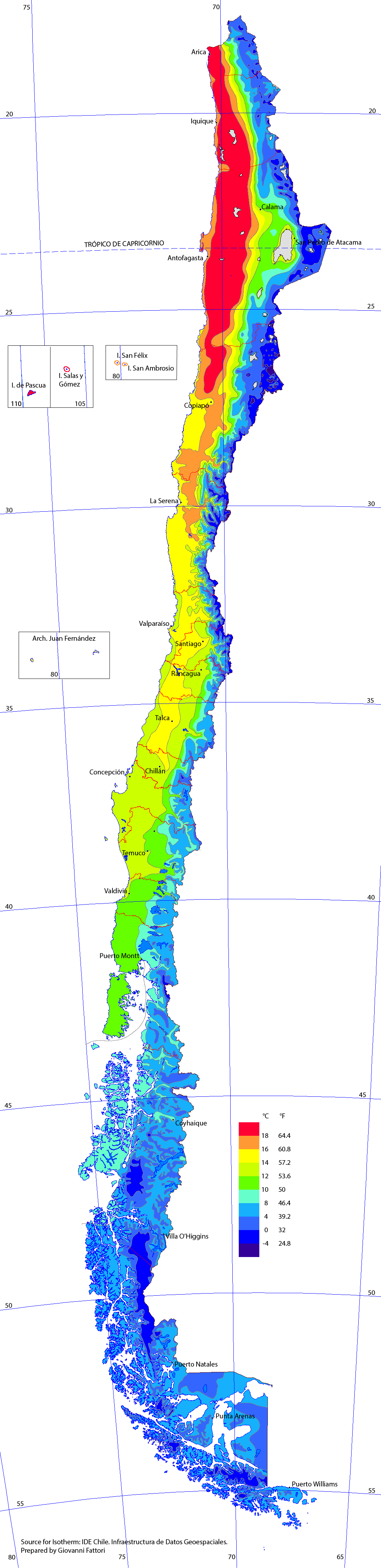
متوسط درجات الحرارة السنوية في تشيلي

يشمل مناخ تشيلي نطاقًا واسعًا من الأحوال الطقسية عبر مقياس جغرافي كبير، يمتد عبر 38 دائرة عرض، ما يصعّب من التعميم. طبقًا لنظام كوبن، تضم تشيلي داخل حدودها سبعة أنواع فرعية من المناخ، تتراوح من الصحراء المنخفضة في الشمال، إلى التندرا الألبية والأنهار الجليدية في الشرق والجنوب الشرقي، والمناخ شبه المداري الرطب في جزيرة الفصح، والمناخ المحيطي في الجنوب، ومناخ متوسط في وسط تشيلي. هناك أربعة مواسم في غالبية أنحاء البلاد: الصيف (ديسمبر إلى فبراير)، والخريف (مارس إلى مايو)، والشتاء (يونيو إلى أغسطس)، والربيع (سبتمبر إلى نوفمبر).
على المقياس الإجمالي، تُعتبر العوامل الأكثر أهمية التي تتحكم في المناخ في تشيلي أعاصير المحيط الهادئ العكسية، والمنطقة منخفضة الضغط المحيطة بالقطب الجنوبي، وتيار همبولت البارد، وسلسلة الجبال الساحلية التشيلية، وجبال الأنديز. بالرغم من ضيق تشيلي، قد تتعرض بعض المناطق الداخلية لتذبذبات كبيرة في درجة الحرارة، وقد تتعرض مدنًا مثل سان بيدرو دي أتاكاما للمناخ القاري. في أقصى الشمال الشرقي والجنوب الشرقي، تمتد حدود تشيلي وراء الأنديز إلى الألتيبلانو وسهول باتاجونيا، مانحةً تلك المناطق أنماطًا مناخية مشابهة لتلك الموجودة في بوليفيا والأرجنتين على الترتيب.

## المناطق
| تصنيف كوبن للمناخ        | منطقة بيئية                                                  |
| ------------------------ | ------------------------------------------------------------ |
| مناخ صحراوي (BWh, BWk)   | أتاكاما                                                      |
| مناخ شبه قاحل (BWk, BSk) | أتاكاما                                                      |
| أراضي الآجام التشيلية    |                                                              |
| مناخ متوسطي (Csa, Csb)   |                                                              |
| مناخ رطب شبه مداري (Cfa) | جزيرة القيامة، المنطقة الفرنانديزية                          |
| مناخ محيطي (Cfb)         | الغابات المطرية المعتدلة الفالديفية                          |
| مناخ محيطي (Cfc)         | الغابات شبه القطبية الماجلية الأراضي المورية المجالية        |
| تندرا (ET)               | الغابات شبه القطبية الماجلية الأراضي المورية المجالية        |
| مناخ شبه قاحل (BSk)      | صحراء باتاغونيا                                              |
| مناخ ألبي                | أنديز                                                        |
| تندرا (ET)               | الأنديز                                                      |
| مناخ جليدي (EF)          | حقل الجليد الباتاغوني الشمالي، حقل الجليد الباتاغوني الجنوبي |

### المناخ شبه المداري
يسود المناخ شبه المداري الرطب في جزيرة الفصح. تُسجَل أقل درجات الحرارة في يوليو وأغسطس (18 درجة مئوية - 64 فهرنهايت)، بينما تكون الأعلى في فبراير (أقصى درجة حرارة 28 درجة مئوية 0 82.4 فهرنهايت)، وهو فصل الصيف في نصف الكرة الجنوبي. يكون الشتاء لطيفًا نسبيًا. يُعتبر شهر أبريل الأكثر إمطارًا، على الرغم من تعرض الجزيرة للأمطار طوال العام. بصفتها جزيرة معزولة، تكون جزيرة الفصح عرضة باستمرار للرياح التي تساعد في الحفاظ على درجة الحرارة المنعشة إلى حد كبير. تهطل الأمطار بمعدل 1,118 مللي متر سنويًا. من حين إلى آخر، تضرب العواصف الممطرة والأمطار الغزيرة الجزيرة. غالبًا ما يحدث ذلك في أشهر الشتاء (يونيو-أغسطس). لكونها قريبة من مرتفع المحيط الهادئ وخارج نطاق التقارب بين المدارين، لا تتكون الأعاصير حول الجزيرة.

### المناخ القاحل الجاف
تُعتبر صحراء أتاكاما المكان الأكثر جفافًا على سطح الأرض، كما تُعتبر مجدبة فعليًا لأنها محجوبة عن الرطوبة من كلا الجانبين بواسطة جبال الأنديز وسلسلة الجبال الساحلية التشيلية. يُعتبر تيار همبولت البارد وأعاصير المحيط الهادئ العكسية من العوامل الأساسية لإبقاء المناخ الجاف في صحراء أتاكاما. يبلغ متوسط تساقط الأمطار في إقليم أنتوفاغاستا التابع لتشيلي 1 مللي متر سنويًا. لم تستقبل بعض محطات الطقس في أتاكاما أمطارًا قط. تشير بعض الأدلة إلى أن صحراء أتاكاما ربما لم تتعرض لأي أمطار ملحوظة في الفترة بين عامي 1570 و 1971. إنها قاحلة للغاية لدرجة أن الجبال التي تصل إلى ارتفاع 6,885 مترًا (22,590 قدمًا) تخلو تمامًا من الأنهار الجليدية، وربما كان الجزء الجنوبي بين دائرتي عرض 25° و 27° جنوبًا خاليًا تمامًا من الأنهار الجليدية خلال العصر الرباعي — على الرغم من امتداد التربة الجليدية على ارتفاعات أقل من 4400 مترًا واستمرارها لما يتخطى 5600 مترًا. أشارت دراسة لمجموعة من العلماء البريطانيين إلى أن قاع بعض الأنهار كان جافًا منذ 120,000 عامًا.
تستقبل بعض المناطق في أتاكاما ضبابًا بحريًا يعرف محليًا باسم كامانتشاكا Camanchaca (جاروا garúa في بيرو)، والذي يوفر الرطوبة الكافية للطحالب الضوئية والأشنيات وحتى بعض نباتات الصبار. ولكن في المنطقة الواقعة في «الظل الضبابي» على خط الذروة الساحلي المرتفع، الذي يمتد لمسافة 100 كيلومترًا جنوب أنتوفاغاستا  ويبلغ متوسط ارتفاعه 3,000 مترًا، يمكن مقارنة التربة بالمريخ.

### المناخ المتوسطي
ينتمي المناخ في وسط تشيلي إلى مناخ البحر المتوسط المعتدل، مع زيادة كمية الأمطار تدريجيًا وبشكل ملحوظ من الشمال إلى الجنوب. في منطقة سنتياغو، تبلغ درجات الحرارة الشهرية المتوسطة 19.5 درجة مئوية تقريبًا في أشهر الصيف في يناير وفبراير، و 7.5 درجة مئوية في أشهر الشتاء يونيو ويوليو. لا يتعدى متوسط الهطول الشهري كونه مقدارًا ضئيلًا في يناير وفبراير، ويبلغ 69.7 مللي مترًا في يونيو ويوليو. على النقيض، في كونثبثيون، تنخفض درجة الحرارة الشهرية المتوسطة لتصل إلى 17.6 درجة مئوية، ولكنها تتخطى نظيرتها في سنتياغو في فصل الشتاء بمتوسط 9.3 درجة مئوية، بينما تزيد كمية الأمطار بشدة. في الصيف، تستقبل كونثبثيون في المتوسط عشرين مللي مترًا من الأمطار شهريًا؛ في شهري يونيو ويوليو، يسقط على المدينة 253 مللي مترًا من الأمطار شهريًا.  يزداد تدفق الأنهار العديدة بشدة نتيجةً لأمطار الشتاء وذوبان الجليد المتكون في جبال الأنديز خلال الربيع، وتنكمش بشكل ملحوظ في الصيف. توفر تركيبة الثلوج الوفيرة في الأنديز ودرجات الحرارة المعتدلة نسبيًا في الشتاء ظروفًا مثالية للتزلج على المنحدرات الثلجية. تعتبر المناطق المحيطة بنهر بيو بيو، المسمى تاريخيًا بلافرونتيرا، الحدود الجنوبية لمناخ البحر المتوسط، مع زراعة فاكهة البحر المتوسط التقليدية في الشمال مثل الأفوكادو والحمضيات والزيتون والعنب، بينما يُزرع الشوفان والقمح والتفاح والبطاطا إلى الجنوب. يرجع ذلك التحول الشديد، الذي قد يزيد أو ينقص، إلى انقسام الغربيات عند دائرة عرض 37° جنوبًا إلى فرعين، يتجه أحدهما إلى الجنوب الشرقي والآخر إلى الشمال الشرقي، من الضروري أيضًا إضافة الانخفاض الشمالي-الجنوبي لسلسلة الجبال الساحلية التشيلية التي تقلل من تأثير صحراء الظل المطري.
المناخ المحيطي المعتدل
يُعتبر المناخ في زونا سور والجزء الشمالي من زونا أوسترال مناخًا محيطيًا معتدلًا. هنا تعترض سلسلة جبال الأنديز الرياح الغربية الرطبة على طول ساحل المحيط الهادئ خلال أشهر الشتاء والصيف؛ تبرد تلك الرياح كلما تصعد في الجبال، متسببةًُ في أمطار عزيرة على المنحدرات الجبلية المواجهة للغرب. يخلق تيار هومبولت المحيطي المتجه شمالًا أحوالًا رطبة وضبابية بالقرب من الساحل. يقع خط الأشجار على ارتفاع 2500 مترًا تقريبًا في الجزء الشمالي من المنطقة البيئية (35° جنوبًا)، وينخفض إلى ارتفاع 1000 مترًا في جنوب إقليم فالديفيان. في الصيف يمكن لدرجة الحرارة المتوسطة أن تصل إلى 16.5 درجة مئوية (62 فهرنهايت)، بينما يمكن لدرجة الحرارة أن تنخفض إلى ما دون 7 درجات مئوية (45 فهرنهايت) خلال الشتاء.

### المناخ المحيطي شبه المداري
تُلطَف درجات الحرارة الموسمية بشدة في منطقة زونا أوسترال بسبب قربها من المحيط، وتعرف بدرجات الحرارة المستقرة الثابتة، فقط تتغير بشكل بسيط بتغير المواسم. تسقط الأمطار الأكثر غزارة بين شهري أبريل ومايو، ويمتد موسم الثلوج خلال شتاء تشيلي (يونيو حتى سبتمبر )، على الرغم من عدم انخفاض درجات الحرارة إلى ما دون 1 درجة مئوية في المناطق الساحلية. تلك هي المنطقة الأبرد في أمريكا الجنوبية.